# سعدان الباتاس
سعدان الباتاس أو نسناس باتاس (الاسم العلمي:Erythrocebus patas) (بالإنجليزية: Patas monkey)‏ هو نوع من الحيوانات يتبع جنس السعدان الباتاسي من فصيلة سعادين العالم القديم.